# Großsteingrab Balloo
Das Großsteingrab Balloo ist eine megalithische Grabanlage der jungsteinzeitlichen Westgruppe der Trichterbecherkultur in Balloo, einem Ortsteil von Aa en Hunze in der niederländischen Provinz Drenthe. Das Grab trägt die van-Giffen-Nummer D16.

## Lage
Das Grab befindet sich nordwestlich von Balloo auf einer Wiese an der Ostseite eines Feldwegs. In der näheren Umgebung gibt es mehrere weitere Großsteingräber: 2,3 km ostsüdöstlich befinden sich die beiden Großsteingräber bei Rolde (D17 und D18), 2,5 km nördlich liegt das Großsteingrab Loon (D15).

## Forschungsgeschichte

### 19. Jahrhundert
Das Grab wurde erstmals auf 1811–13 erstellten französischen Karten erwähnt. Leonhardt Johannes Friedrich Janssen, Kurator der Sammlung niederländischer Altertümer im Rijksmuseum van Oudheden in Leiden, besuchte 1847 einen Großteil der noch erhaltenen Großsteingräber der Niederlande, darunter auch das Grab von Balloo, und publizierte im folgenden Jahr das erste Überblickswerk mit Baubeschreibungen und schematischen Plänen der Gräber. Janssens Nachfolger Willem Pleyte unternahm 1874 zusammen mit dem Fotografen Jan Goedeljee eine Reise durch Drenthe und ließ dort erstmals alle Großsteingräber systematisch fotografieren. Auf Grundlage dieser Fotos fertigte er Lithografien an. Conrad Leemans, Direktor des Rijksmuseums, unternahm 1877 unabhängig von Pleyte eine Reise nach Drenthe. Jan Ernst Henric Hooft van Iddekinge, der zuvor schon mit Pleyte dort gewesen war, fertigte für Leemans Pläne der Großsteingräber an. Leemans’ Bericht blieb allerdings unpubliziert. 1878 erfolgte eine Dokumentation durch William Collings Lukis und Henry Dryden, die auf Anregung von Augustus Wollaston Franks die Provinz Drenthe bereisten und dabei sehr genaue Grundriss- und Schnittzeichnungen von 40 Großsteingräbern anfertigten.

### 20. und 21. Jahrhundert
Zwischen 1904 und 1906 dokumentierte der Mediziner und Amateurarchäologe Willem Johannes de Wilde alle noch erhaltenen Großsteingräber der Niederlande durch genaue Pläne, Fotografien und ausführliche Baubeschreibungen. Seine Aufzeichnungen zum Grab von Balloo sind allerdings verloren gegangen. 1918 dokumentierte Albert Egges van Giffen die Anlage für seinen Atlas der niederländischen Großsteingräber. 1952 und 1954 erfolgten Restaurierungen. 1978 wurden alle Decksteine wieder auf die Wandsteine aufgesetzt. Seit 1993 ist die Anlage ein Nationaldenkmal (Rijksmonument). 2017 wurde die Anlage zusammen mit den anderen noch erhaltenen Großsteingräbern der Niederlande in einem Projekt der Provinz Drente und der Reichsuniversität Groningen von der Stiftung Gratama mittels Photogrammetrie in einem 3D-Atlas erfasst.

## Beschreibung
Bei der Anlage handelt es sich um ein recht großes ostnordost-westsüdwestlich orientiertes Ganggrab. Von der steinernen Umfassung sind nur noch geringe Reste erhalten (ein Stein im Norden und einer im Nordosten). Die Grabkammer hat eine Länge von 15,3 m und eine Breite von etwa 3,9 m. Sie besitzt neun Wandsteine an der nördlichen und zehn an der südlichen Langseite, je einen Abschlussstein an den Schmalseiten und neun Decksteine. Deckstein Nr. 3 weist an der Oberseite drei Schälchen auf, die in einer Reihe liegen. Auf der Oberseite von Deckstein Nr. 6 befinden sich sieben Schälchen, die ein Oval bilden. An der Mitte der südlichen Langseite befindet sich ein Gang, der aus zwei Wandsteinen und einem Deckstein besteht.

## Funde

### Bestattungen
Aus dem Grab stammen geringe Reste von Leichenbrand. Die geborgene Menge betrug 42,1 g. Die Knochen gehörten zu zwei Individuen, deren Sterbealter und Geschlecht sich nicht mehr bestimmen ließen.

### Beigaben
Im Grab wurden auch geringe Reste von verbrannten Tierknochen gefunden. Die geborgene Menge betrug nur 0,9 g. Ob es sich um Reste von Werkzeugen oder von Speiseopfern handelte, ließ sich nicht mehr feststellen.